# Barbora Kyšková
Barobora Kyšková (* 2. května 1954, Praha) je česká akademická malířka, ilustrátorka a grafička.

## Život
Barbora Kyšková studovala v letech 1969–1973 na střední Výtvarné škole Václava Hollara a poté v letech 1973–1979 na Akademii výtvarných umění v Praze v ateliéru monumentální malby profesora Arnošta Paderlíka.
Zabývá se především ilustrováním dobrodružných příběhů pro děti a knih žánru sci-fi a fantasy (spolupracuje zejména s nakladatelstvím Albatros a Mladá fronta). Věnuje se také volné malířské tvorbě, restaurování starých obrazů a pro zámecké divadlo v Mnichově Hradišti také divadelních kulis. Vede výtvarné kurzy pro děti a dospělé v soukromé základní umělecké škole Orphenica v Praze. Zúčastňuje se skupinových i autorských výstav doma i v zahraničí.

## Z knižních ilustrací
- Lloyd Alexander: Kroniky Prydainu (2004–2005), dva díly.
- Zuzana Holasová: Kůň Zázrak a Zelená dáma (2012).
- Zuzana Holasová: Strašidelné město (2004).
- Anthony Horowitz: Tajemství Temného dvorce (2007).
- Anthony Horowitz: Návrat do Temného dvorce (2007).
- Eva Kačírková: Povídky s tajemstvím (1985).
- Daniela Krolupperová: O’Bluda (2013).
- Daniela Krolupperová: Společenstvo klíčníků (2012).
- Caroline Lawrencová: Lupiči z Ostie (2006).
- Caroline Lawrencová: Tajemný Vesuv (2006).
- Astrid Lindgrenová: Ronja, dcera loupežníka (2013).
- Jaroslav Mareš: Záhada dinosaurů (1993).
- Brandon Mull: Příběhy z kouzelné obory (2010–2012), tři díly.
- Věra Nosková: Kamarád JAK (2014).
- Philip Pullman: Hodinový strojek, aneb, Příběh na jedno natažení (2006).
- Nicolas Vanier: Bella a Sebastián